# Nghĩa Phú (phường)
Nghĩa Phú là một phường thuộc thành phố Gia Nghĩa, tỉnh Đắk Nông, Việt Nam.

## Địa lý
Phường Nghĩa Phú nằm ở trung tâm thành phố Gia Nghĩa, có vị trí địa lý:
- Phía đông giáp các phường Nghĩa Thành và Nghĩa Tân
- Phía tây giáp xã Đắk R'Moan
- Phía nam giáp phường Nghĩa Tân và huyện Đắk R'lấp
- Phía bắc giáp phường Quảng Thành.

Phường Nghĩa Phú có diện tích 12,88 km², dân số năm 2019 là 5.898 người, mật độ dân số đạt 458 người/km².

## Hành chính
Phường Nghĩa Phú được chia thành 8 tổ dân phố: 1, 2, 3, 4, 5, 6, 7, 8.

## Lịch sử
Ngày 27 tháng 6 năm 2005, Chính phủ ban hành Nghị định 82/2005/NĐ-CP về việc thành lập phường Nghĩa Phú trên cơ sở:
- Điều chỉnh 699 ha diện tích tự nhiên và 1.828 người của thị trấn Gia Nghĩa
- Điều chỉnh 614 ha diện tích tự nhiên và 512 người của xã Quảng Thành.

Sau khi thành lập, phường Nghĩa Phú có 1.313 ha diện tích tự nhiên và 2.340 người.
Ngày 17 tháng 12 năm 2019, Ủy ban thường vụ Quốc hội ban hành Nghị quyết số 835/NQ-UBTVQH14 về việc thành lập thành phố Gia Nghĩa thuộc tỉnh Đắk Nông. Phường Nghĩa Phú thuộc thành phố Gia Nghĩa.